# Adrapetes serraticrus
Adrapetes serraticrus är en insektsart som beskrevs av Karsch 1889. Adrapetes serraticrus ingår i släktet Adrapetes och familjen Chorotypidae. Inga underarter finns listade i Catalogue of Life.